# ローラ-アストンマーティン・B09/60
ローラ-アストンマーティン・B09/60とは、ル・マン24時間耐久レースへの参戦を目的に開発された、耐久レース専用のクローズドボディ・プロトタイプレーシングカーである。また、ローラ-アストンマーティン・DBR1-2、ローラ-アストンマーティン・LMP1と呼称されることもある。

## 概要

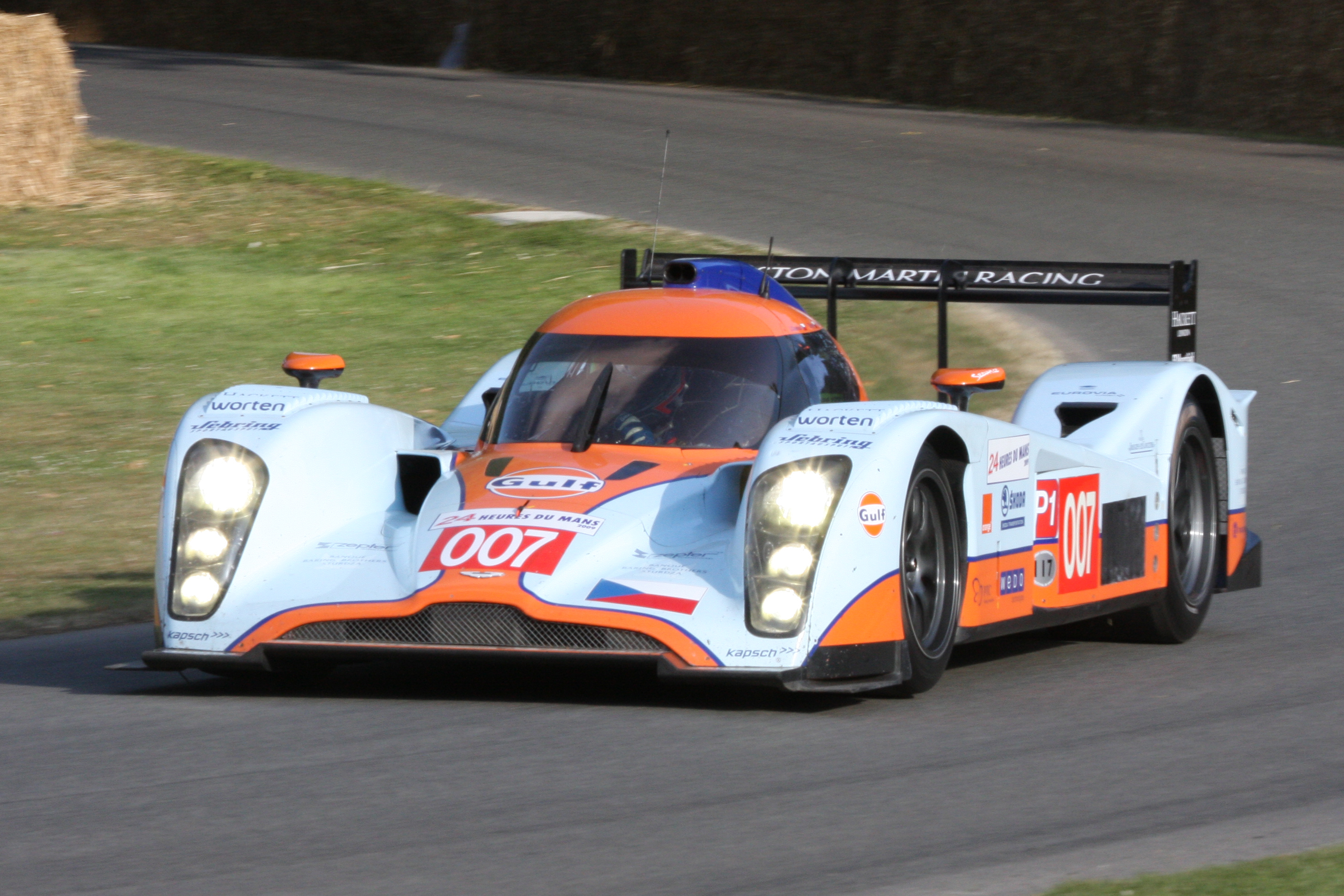
2009年グッド・ウッド・フェスティバルにて

車体はプロドライブの協力のもとイングランドのローラが製作した。
アストンマーティンの名を冠したプロトタイプレーシングカーとしてはAMR1以来19年ぶりの登場。往年のフォードGT40を思わせるガルフ・オイルカラーで注目を集めた。
B09/60 は、2008 年にアストンマーティン・レーシングによって使用されたローラ・B08/60マシンの進化形。以前と同じように、アストンマーティン DBR9 GT1カーの同じ6.0 L V12 エンジンを使用するが、生産車ベースのエンジンを使用することにより、より大きなエアリストリクターになり、50 hp (37 kW) の出力増加になる。この V12エンジンは、プロトタイプレーシングエンジンよりも少し重く、高く、長い。標準のローラ製ギアボックスは、パドルシフトで操作される、よりコンパクトなエクストラック製6速に置き換えらた。この車の珍しい機能は、2 つのファンを介してブレーキに空気を送り、ボディのブレーキダクトを無くしている。

## レース戦績
2009年にデビューし、同年のル・マン24時間レースに参戦。プジョー・908やアウディ・R15 TDIなどディーゼル・エンジンカーが優位に立つなか、ヤン・チャロウズ組の007号車がガソリンエンジンながら4位と健闘した。
ルマン・シリーズでは、 AMRイースタンヨーロッパがLMP1クラス、ドライバー、チームのダブルタイトルを獲得した。
岡山国際サーキットで行われた、アジアン・ルマン・シリーズにも参戦。レース2で、優勝を飾った。
2010年も引き続きル・マン24時間レースに参戦するが、トラブルに泣きリザルトは6位にとどまった。セブリング12時間レースでは3位を獲得。
ルマンシリーズでは008号車が総合2位を獲得した。
2011年はアメリカン・ルマン・シリーズへ参戦。総合2位を獲得した。
ルマン24時間レースは後継機、AMR-Oneが参戦したが、2台ともリタイア。プライベーターのクロノス・レーシングがB09/60で参戦し、総合7位となった。